# مجلس الأمن الوطني (العراق)
المجلس الأعلى للأمن الوطني العراقي مجلس يهدف إلى تحقيق أمن الدولة العراقية وسلامته من جميع الجوانب الامنية والاقتصادية والاجتماعية والثقافية والبيئية وغيرها.

## صلاحيات المجلس
- بحث السياسات الخاصة بأمن الاتحاد وسلامته، بما في ذلك مشروعات التشريعات التي تكفل تحقيق الخطة الاستراتيجية للامن الوطني.
- توجيه اجهزة الدولة المختلفة لتطوير استراتيجياتها بما يخدم مصلحة الأمن الوطني.
- وضع الآليات والاجراءات اللازمة للتنسيق بين اجهزة الدولة المختلفة بما يحقق الأمن الوطني.
- العمل على تعزيز قدرة اجهزة الدولة في مواجهة الازمات والكوارث وضمان حسن ادارتها في حال وقوعها.
- الاشراف على اعداد الخطة الاستراتيجية للامن الوطني واعتمادها بما يضمن ويحقق فعالية التصدي لتهديدات الأمن الوطني.
- الاشراف على تطوير قاعدة معلوماتية موحدة عن مصادر التهديدات والمخاطر والتحديات التي يمكن ان تواجه الدولة.
- ابداء الرأي في مشروعات الاتفاقيات والمعاهدات التي تتعلق بالامن الوطني قبل اصدارها.
- اقتراح اعلان الاحكام العرفية والتعبئة العامة.

## أعضاء المجلس
يتكون المجلس من:
- محمد شياع السوداني"، عضو المجلس.
- قاسم الأعرجي، مستشار المجلس.
- "وزير الداخلية"، عضو المجلس.
- "وزير المالية"، عضو المجلس.
- "وزير الدفاع"، عضو المجلس.
- حسين علي جاسم

## وصلات خارجية
- الموقع الرسمي لمستشارية الأمن القومي العراقي